# Бабёнышев, Александр Петрович
Александр Петрович Бабёнышев, псевдоним Сергей Максудов (род. 10 марта 1938, Ростов-на-Дону) — советский и американский геолог, историк, демограф, социолог. Известный специалист по изучению потерь населения СССР.

## Биография
Сын Сарры Эммануиловны Бабёнышевой (урождённой Корнблюм, 1910—2007), литературного критика, члена Союза советских писателей, в 1970-е годы сотрудницы Фонда помощи политзаключённым и их семьям; сестры очеркиста и драматурга Абрама Эммануиловича Корнблюма (1905—1978) и литератора Риты Корн (Рита Эммануиловна Корнблюм; 1907—1992). Отец — Пётр Павлович Бабёнышев, журналист и литератор. Сестра — Инна Петровна Бабёнышева (псевдоним Инна Андреева, 1932—?), журналист и литературовед.
В 1961 году окончил геологоразведочный институт в Москве. Работал в Гидропроекте. В 1964 году перешёл из Геологического отдела в группу внедрения математических методов и ЭВМ. В 1971 году защитил диссертацию по теме «Расчленение толщи горных пород при инженерно-геологических исследованиях с использованием вероятностно-статистических методов», кандидат геолого-минералогических наук.
В 1972—1980 старший научный сотрудник Института разработки горючих ископаемых.
В 1960—1970 годы участвовал в правозащитном движении в СССР. Выступил в защиту Андрея Синявского и Юлия Даниэля. Протестовал против советского вторжения в Чехословакию (распространял листовки), подписал письмо протеста против высылки А. Солженицына. В 1968—1980 годах собирал и передавал информацию для «Хроники текущих событий». Автор, редактор и распространитель самиздата. В мае 1964 навестил в ссылке поэта Иосифа Бродского, привёз ему в подарок от Л. Чуковской том Джона Донна. Один из составителей «Сахаровского сборника», позднее изданного на шести языках (к немецкому изданию предисловие написали Генрих Бёлль и Лев Копелев). Участвовал в помощи семьям политзаключённых. Был одним из составителей, авторов и издателей самиздатского журнала «Поиски и размышления» (Москва, 1980—1981). Первая его публикация по оценке потерь советского населения в годы гражданской войны, коллективизации и Второй мировой войны вышла в журнале «Cahiers du monde russe» в Париже в 1977 году.
В конце марта 1980 года ездил в Горький, чтобы встретиться с сосланным туда академиком А. Д. Сахаровым. Так как уже было известно, что в дом к Сахарову никого не пускают, было решено проверить, а может ли сам Андрей Дмитриевич ходить в гости к своим знакомым. Для этого отказник Марк Ковнер предоставил свою пустующую квартиру, а Бабёнышев передал через Елену Боннэр приглашение Андрею Дмитриевичу на масленичные блины. Шесть или семь сотрудников КГБ не пустили Сахарова во двор дома, где его ждал Бабёнышев. Тогда на следующий день Бабёнышев, отправив семью в Москву, просто приехал к дому Сахарова и постучал в окно. Андрей Дмитриевич ему открыл, Александр влез в квартиру через окно и беседовал c А. Д. несколько часов. После этого Бабёнышев был задержан, а пост милиции перенесли из вестибюля подъезда прямо под дверь квартиры Сахарова.
Бабенышев был уволен с работы, подвергался задержаниям, обыскам и допросам (1979—1981). В 1981 году был вынужден эмигрировать в США, живёт в Бостоне.
Преподавал и занимался исследованиями в Гарвардском и Бостонском университетах (США), в Украинском институте Эдмонтона (Канада).
Редактировал журналы «Страна и мир», «СССР: Внутренние противоречия», «Трибуна».
Автор и составитель книг «Сахаровский сборник», «Потери населения СССР», «Неуслышанные голоса», «Документы Смоленского архива», «Кулаки и партийцы», «Чеченцы и русские. Победы, поражения, потери», «Russian Reforms: Revolutions from Above».
Его перу принадлежат около сотни статей, опубликованных в журналах «Страна и мир», «СССР: Внутренние противоречия», «Трибуна», «Сельская молодёжь», «Форум», «Russia», «Вестник РХД», «Проблемы Восточной Европы», «Новый журнал», «Holocaust and Genocide Studies», «Сучасність», «Философска и социологическая мысль», «Синтаксис», «Soviet Studies» (а теперь и «Europe-Asia Studies»), «Slavic Review», «The Times Literary Supplement», «Russian Literature North Holland», «Cahiers du monde russe», «Journal of Ukrainian Studies», «Harvard Ukrainian Studies», «Свободная мысль», «Литературное обозрение», «НЛО Книжное обозрение», «НЛО», в альманахах «Минувшее» и «Звенья» и в газетах «Новое русское слово», «Русская мысль», «Московские новости», «Независимая газета», «Новая газета».

## Отзывы
Доктор исторических наук, профессор кафедры отечественной истории XX—XXI веков Южного федерального университета, главный научный сотрудник Института социально-экономических и гуманитарных исследований Южного научного центра РАН Е. Ф Кринко и доктор исторических наук, доцент, ведущий научный сотрудник Центр изучения истории территории и населения России Института российской истории РАН, директор Краснодарского краевого отделения общества «Мемориал» С. А. Кропачёв отмечают следующее: 

Эмигрантские издания систематически публиковали материалы о сталинизме и массовых политических репрессиях С. Максудова (А. П. Бабенышева), И. Курганова, Б. Николаевского, Б. Яковлева (Н. А. Троицкого), М. Агурского, Ю. Фельштинского, Д. Вересова, А. Авторханова и других выходцев из СССР. Многие из них носили откровенно пропагандистский характер. Так, в середине 1960-х гг. И. Курганов опубликовал сенсационные данные о гибели в СССР в довоенный период 55 млн чел. В данном случае он смешал прямые потери с косвенными (снижением рождаемости). Более основательный характер носят исследования историка и демографа С. Максудова, разработавшего собственную методику расчётов повышенной убыли населения СССР в 1918—1940-х гг. Он дифференцировал потери населения в зависимости от вызвавших их причин (голод, массовые политические репрессии, снижение уровня жизни и т. д.).

## Публикации

### Книги
- Бабёнышев Александр. Самые, самые… М. Вильнюс Малыш. 1976. 16 с.;
- Про вулканы. М.: Малыш. 1980. 16 с;.
- Многомерный статистический анализ в инженерной геологии. М. 1976 (в соавторстве с И. С. Комаровым и Н. Н. Хайме);
- Сахаровский сборник. (совместно с Р. Лерт и Е. Печуро, М. Самиздат 1981 (переведено на английский, французский, немецкий, итальянский и шведский языки) второе издание М. 1991 год, Третье издание М. 2011.
- Сергей Максудов. Неуслышанные голоса. Документы Смоленского архива. Кулаки и партийцы. Ann Arbor: Ardis. 1987
- Потери населения СССР. Chalidze Publication. Benson, USA. 1989 Russian Reforms: Revolution from Above (в соавторстве с Н. Покровской). Boston первое издание 1995, восьмое 2014 (учебное пособие для американцев изучающих русский язык);
- Чеченцы и русские. Победы, поражения, потери. М. 2010.
- Слепые поводыри. Taunton MA USA 2012.
- Слепые поводыри: Об ответственности российской интеллигенции. М.: Летний сад, 2016.
- Подводя итоги: Сборник статей о литературе и литераторах: Булгаков, Бродский, Мандельштам и другие. М.: Летний сад, 2017. 384 с.
- Неуслышанные голоса: Документы Смоленского архива. Кн. 1. 1929. Кулаки и партейцы / Сост. С. Максудов. М.: Летний сад, 2017. 288 с., пер.
- Не своей смертью: Потери населения СССР в 1918—1953 годах. — М.: Летний сад, 2017. — 96 с., пер.
- Победа над деревней — М.: Социум, 2019. — 600 с.